# Pseuderemias
Pseuderemias – rodzaj jaszczurek z rodziny jaszczurkowatych (Lacertidae).

## Zasięg występowania
Rodzaj obejmuje gatunki występujące we wschodniej i północno-wschodniej Afryce. 

## Systematyka

### Etymologia
Pseuderemias (rodz. męski): gr. ψευδος pseudos „fałszywy”; rodzaj Eremias Wiegmann, 1834.

### Podział systematyczny
Do rodzaju należą następujące gatunki: 
- Pseuderemias brenneri (Peters, 1869)
- Pseuderemias erythrosticta (Boulenger, 1891)
- Pseuderemias mucronata (Blanford, 1870)
- Pseuderemias savagei (Gans, Laurent & Pandit, 1965)
- Pseuderemias septemstriata (Parker, 1942)
- Pseuderemias smithii (Boulenger, 1895)
- Pseuderemias striata (Peters, 1874)